# Mountain Brothers (Musikprojekt)
Mountain Brothers ist das gemeinsame Musikprojekt der beiden österreichischen DJs Marco Neuhauser (Marco M-zee) und Kurt Sch. (Crazy Curty). Die Idee für eine gemeinsame Aufnahme entstand im Winter 2005/06 in Ischgl, wo beide während der Wintermonate als DJs tätig sind.
Marco M-zee wurde in Steyr geboren und ist seit 1989 als DJ tätig. Unter anderem legt er in der Diskothek Oberbayern auf Mallorca und bei Großevents, wie der größten Kegelparty der Welt auf. Unter dem Namen DJ Marco veröffentlichte er bereits vier Singles. Crazy Curty stammt aus Salzburg und ist seit 1990 Plattenaufleger.
Für ihre erste gemeinsame Single unterlegten sie den Song Sweet Caroline, im Original von Neil Diamond, mit typisch alpinen Stimmungsrhythmen. Nachdem sich diese Version über den Winter zu einem Hit in den Skiorten Österreichs entwickelt hatte, erschien der Song Mitte Februar 2006 auf Single und stieg auf Anhieb in die österreichischen Charts ein.